# Siegfried Verbeke
Siegfried Verbeke (Antwerpen, 24 juli 1941) is een Belgische Holocaustrevisionist.
Verbeke was actief in het Vlaams Nationaal Jeugdverbond, het Algemeen Diets Jongerenverbond en de pro-apartheidsbeweging Algemeen Nederlands Suid-Afrikaans Verbon. Als lid van de Vlaamse Militanten Orde maakte hij samen met Xavier Buisseret en Roeland Raes deel uit van de groep die VMO-leider Bert Eriksson afzette. Toen Buisseret opstapte in 1977 en het tijdschrift Haro oprichtte, volgde Verbeke hem op als leider van de VMO en werd hij hoofdredacteur van Haro. Verder werd Verbeke lid van de Vlaamse Volkspartij van Lode Claes en maakte in 1978 de overstap naar het Vlaams Blok.
Verbeke werd herhaaldelijk veroordeeld voor het ontkennen van de Holocaust in boeken, brochures en op zijn website "Vrij Historisch Onderzoek". In augustus 2005 werd hij op Schiphol aangehouden en vervolgens uitgeleverd aan Duitsland, waar hij tot mei 2006 werd vastgehouden.